# Čanak
Čanak je selo u Ličko-senjskoj županiji.

## Ime
Ime Čanak dobilo je po turskom nazivu za izgledu polja, nalik zdjeli (turski: "čanak"). Budući da su dva polja (dvije zdjele) pravi naziv bi bio Čanci. 
Nazivi polja su: Lug, Jaža, Mlinice, Bare.

## Zemljopis
Selo Čanak nalazi se na području današnje općine Plitvička Jezera. Površine je 34,48 km2 i u njemu živi 91 stanovnik. Nalazi se na 44°44′11″N 15°31′1″E / 44.73639°N 15.51694°E. 

## Stanovništvo
Broj stanovnika prema prethodnim popisima:
- 2001. – 91
- 1991. – 302 (Hrvati – 293, Srbi – 1, ostali – 8)
- 1981. – 370 (Hrvati – 365, Srbi – 4, ostali – 1)
- 1971. – 457 (Hrvati – 452, Srbi – 3, ostali – 2)

| broj stanovnika | 539   | 712   | 581   | 660   | 713   | 740   | 742   | 736   | 679   | 614   | 549   | 457   | 370   | 302   | 91    | 53    | 30    |
|                 | 1857. | 1869. | 1880. | 1890. | 1900. | 1910. | 1921. | 1931. | 1948. | 1953. | 1961. | 1971. | 1981. | 1991. | 2001. | 2011. | 2021. |

## Povijest
Prodorom osmanlijskih osvajača Krbava i dio Like bili su potpuno uništeni i spaljeni, dio naroda je izbjegao, a dio bio pobugbljen. Sumnjati je da su se Osmanlije krvnički osvetili nad tim dijelom nezaštićenog hrvatskog puka za dotadašnje velike gubitke iz prethodnih bitaka na Krbavi. Istu sudbinu doživio je hrvatski puk Vrhbosne i radi istog, nešto ranije. Dodavši da su hrvatski upravni centri Krupa i Bihać (preko brda) još uvijek za njih neosvojivi upućuje na taj zaključak.
Spaljeni su zemlja i dokumenti. Pusta zemlja je sedamdesetak godina zarasla bujadi i korovom. Nestalo je i hrane. Osmanlijske hadžije su zatražile pomoć oko hrane od svojih sunarodnjaka iz Bosne. Međutim, doprema je bila vrlo otežana zbog toga što su putevi dopreme još uvijek pod hrvatskom kontrolom. Radi tako slabe logistike dobivali su samo kukuruz te iz toga perioda je nastala uzrečica: «Aoj Liko šta si dočekala da te Bosna kukuruzom hrani.»
Protjerivanjem osmanlijskih osvajača (Petar Frankopan, pop Mesić) ponovo se naseljava Krbava i taj dio Like koje počinje oko 1700-tih godina. Područje se naseljava katolicima iz Gorskog kotara i Hrvatskog primorja na prijedlog povjerenika ratnog vijeća Rajmunda grofa Attemsa i Josipa pl. Libenega, prema izvještaju kralju Karlu III. od 7. svibnja 1713. godine.
Ime Čanak selo dobiva po turskom nazivu tj. izgledu polja nalik zdjeli (turski čanak). Budući da su dva polja (dvije zdjele) pravi naziv bi bio Čanci. Nazivi polja su: Lug, Jaža, Mlinice, Bare. (Stjepan Naglić dipl. iur.). Kroz Kozjan i Čanke proteže se Krbava prema Ramljanima. Kozjan je bio stari grad o čemu svjedoče ruševine. 
Iz knjige prof. Rudolfa Horvata, izdane 1941. godine, citira se: «I zaista se u Čanke uskoro doseliše katolici, za koje je godine 1719. godine utemeljena posebna župa, a godine 1728. sagrađena posebna župna crkva Blažene Djevice Marije (presvete krunice)».
Da su i prije na tom području živjeli Hrvati svjedoči zapis iz knjige Naselja Like i Krbave: « U dotursko vrijeme bila su dva naselja. Jedno u Velikom Čanku, jedno u Malom Čanku i Koritu». Kakav je bio njihov tadašnji naziv ne zna se. Još jedan dokaz o ovome je citat iz knjige prof. R. Horvata: «Na ruševinama pak stare katoličke crkve u Buniću, sagrađena je godine 1745. nova crkva Rođenja Bl. Djevice Marije, koja je 1807. godine pretvorena u katoličku župnu crkvu». 
Opći šematizam katoličke Crkve kaže: «Otočki dekanat – pod 2. – Čanak – Crkva Bl. Dj. Marije od presvetog ružarija; sagrađena 1728. godine; župa osnovana 1719. godine; duša 1.261; odselilo 200; centar Korenica; mjesni ured, pošta, telefon Bunić; osnovna škola; upravnik župski Alojzije Stantić rođen 1910. godine u Subotici». Knjiga tiskana 1939. godine u Sarajevu, autor dr. Krunoslav Draganović.
U Drugom svjetskom ratu Čanak doživljava talođer pogrom. Bilo je oko 150 poginulih i nestalih. Dolaze u selo partizani, pokupili narod i na likvidaciju iznad pećine (vidila im se kokarda ispod petokrake). Tuda su prolazili drugi partizani. Izbija vrlo žestok verbalni sukob, te ovi drugi partizani pustiše narod kućama.
Vrlo brzo dolaze treći partizani, pale dio sela, odvode taj dio naroda u logor u Gospić (pretežno žene i djecu) gdje na otvorenom logoru provode dvije godine. Streljanja, hajke i vješanja se nastavljaju i poslije završetka rata.
Mnogi vidjevši da u Čancima, te u novonastaloj tazbini nema hljeba, odlaze na razne načine u tuđinu najviše Australiju.
U Čancima od 1.261 duša 1939. godine, ostalo je oko 300 duša koji su dočekali prve demokratske izbore i demokratski izabranu hrvatsku vlast 1990. godine.
No susjedi pravoslavci (rišćani) se ne slažu s takvom «otadžbinom» i dižu bunu protiv Hrvatske državne vlasti. Čanak opet plaća ceh, ovaj put maksimalnu cijenu.
Za vrijeme Domovinskog rata zbog srbijanske agresije i velikosrpske pobune, selo je teško stradalo.

10. prosinca 1991. su JNA i četnici zauzeli selo, a potom napravili pokolj, smaknuvši 7 civila, a nekim tijela do danas (travanj 2008.) se nije našlo.

12. prosinca 1991. su ga četnici zapalili i sravnili sa zemljom.

Četnici su spektakularno minirali crkvu. Najprije su ručnim bacačima uništili unikalni drveni oltar a poslije je unešena ogromna količina dinamita u crkvu i minirana. Drvene grede krovne konstrukcije i zvonika letjeli su preko stotinu metara po okolnim šljivarima a profesionalno razmješten eksploziv napravio je od kamenih zidova običnu hrpu kamenja.
Selo je oslobođeno 17. prosinca 1991. u protunapadu Hrvatske vojske. Velikosrpskim snagama naneseni su veliki gubitci u ljudstvu i sredstvima, zbog čega su ostali bez bitnijih snaga snaga koje bi bile u stanju uspješno spriječiti prodiranje hrvatskih snaga prema selima Buniću i Šalamuniću. Radi zaustavljanja hrvatskih snaga, velikosrbi su topničkom paljbom iz Poduma gađali Čanak i širu okolicu, a u općini Otočcu cijelog je dana bila proglašena zračna opasnost; "zrakoplovi JNA osam puta su nadlijetali područje regije Gacke, raketirali, mitraljirali, bacali kasetne bombe i bombardirali s većih visina. Ciljevi su bili kamenolom u Ličkom Lešću, aerodrom u Otočcu, grad Otočac, Prozor, Čovići i Ličko Lešće."
Danas nakon uspjelih akcija Čančani su se ponovno vratili u svoje domove.
Dakle njih ukupno – petnaestak.
Zna se da je nakon oslobođenja Like od Turaka 1689. godine u Čanak 1713. godine naseljeno 200 katoličkih obitelji. 1719. god osnovana je župa u Čanku, a 1728.godine sagrađena je i župna crkva. Dok je u Korenici (Korjenici) župa osnovana 1718.godine. U to doba Čanak je bio jače središte od Korjenice. 1765 godine u Korjenici je sagrađena kapela posvećena Majci Božjoj, tako da u drugoj polovici 18. stoljeća na području mjesta Korjenica djeluje filijala župe Čanak. Godine 1807. u Korjenici se osniva župa a župnikom se 1809 imenuje dotadašnji kapelan Mate Livić. Od toga vremena pa sve do 1916. godine broj stanovništva je u čanku u porastu i dostiže 1213 duša.
Usmena predaja govori da je jedna od prvih ličkih osnovnih škola nastala u Čanku.
General Luka je uživao velike privilegije kod cara Franje Josipa. Kad se u Lici pojavio Zeleni kadar 
to jest ajdučija po selima, po čitavoj Lici ljudima se kralo blago iz torova. Ljudi su ostajali bez ičega.  General Luka je zamolio cara da zaštiti stanovništvo od ajdučije. Car je odmah naredio da se napravi zgrada u koju je, kad je bila gotova poslao 12 žandara. Žandari su dugo držali straže i štitili stanovništvo. Za to vrijeme su ubili dva ajduka. Poslije toga je prestala ajdučija i krađa.
Nakon toga žandari napuštaju Čanak. Zgrada je dugo godina bila prazna. Unuk poznatog Luke Šnjarića Mate bio je starješina sela, pa je zamolio Bečki dvor da se zgrada dodijeli za školu. To im je dvor odobrio, ali je bio problem što nisu imali učitelja. Mate je prepoznao jednog bistrog dečka Matu Golić koji je znao čitati i pisati, te ga je poslao na učiteljski kurs u Karlovac gdje je stekao diplomu lera. Vratio se u Čanak i odmah je počeo učiti đake. Učitelj Mate Golić je bio oženjen Jelom, nisu imali djece. Poslije njega škola nikad nije prestajala raditi do 1991. kad su je Četnici zapalili. Od tada na žalost u Čanku nema škole, a nema ni djece.
Na Istočnoj strani polja nalazi se pećina. Za sušnih godina ljudi su nosili vodu iz pećine. Govorili su da se unutra nalaze jezera većih dimenzija. S vremenom se taj ulaz u pećinu zatrpao pa je taj fenomen ostao neistražen do danas.
Također je zagonetan ponor ispod Šnjarića, ponor na Popovoj bari, ponor u Lugu, Bunari u Torinama, Izvor u Ilkanovom dolu, Živilja u Dumanu. Ljudi pričaju da je Pećina rigala vodu koja je poplavila polje te odnijela konoplje, koje je voda izbacila na izvoru Gacke.

## Poznate osobe
- Andrija Štampar – hrvatski liječnik, porijeklom iz Čanka

## Vanjske poveznice
- Općina Plitvička Jezera   Arhivirana inačica izvorne stranice od 5. siječnja 2008. (Wayback Machine)
- Čanak na fallingrain.com